# Micro Cabin
Micro Cabin Corporation fue una desarrolladora de videojuegos con sede en Japón y editora incorporada en 1982, que creció desde Ōyachi Electrics Microcomputer Club. Micro Cabin ha desarrollado/lanzado juegos para: 3DO, Dreamcast, Game Boy Color, MSX, MSX2, PC, PlayStation, PlayStation 2, PlayStation 3, Sega Saturn, TurboGrafx-16. Sus juegos más conocidos incluyen Marionette Company, Rigloard Saga, Mystery House, Princess Maker, Naval Ops: Warship Gunner, y Guardian War.

## Historia
- En el año 2002 la Corporación de cabina Micro fue renombrada Neuron Image.
- En agosto de 2008, Micro Cabin fue adquirida por AQ Interactive[1]